# Календар на националните празници

## Календар на националните празници по месеци
| - 1 януари - (3 държави) Куба, Судан, Хаити - 4 януари - Мианмар - 26 януари - (2 държави) Австралия, Индия - 31 януари - Науру | - 4 февруари - Шри Ланка - 6 февруари - (2 държави) Ниуе (Великобритания), Нова Зеландия - 7 февруари - Гренада - 11 февруари - (2 държави) Япония, Ватикан - 15 февруари - Сърбия - 16 февруари - Литва - 18 февруари - (2 държави) Гамбия, Непал - 22 февруари - Сейнт Лусия - 23 февруари - (2 държави) Бруней, Гвиана - 24 февруари - Естония - 25 февруари - Кувейт - 27 февруари - Доминиканска република | - 1 март - (2 държави) Босна и Херцеговина, Уелс (Великобритания) - 2 март - Мароко - 3 март - България - 6 март - Гана - 12 март - Мавриций - 15 март - Унгария - 17 март - Ирландия (вкл. Северна Ирландия) - 18 март - Аруба - 20 март - Тунис - 21 март - Намибия - 23 март - Пакистан - 25 март - Гърция - 26 март - Бангладеш |
| - 1 април - Иран - 4 април - Сенегал - 17 април - Сирия - 18 април - Зимбабве - 23 април - Англия (Великобритания) - 26 април - Танзания - 27 април - (3 държави) Сиера Леоне, Того, ЮАР - 30 април - Нидерландия | - 1 май - Маршалски острови - 3 май - (2 държави) Полша, Япония - 9 май - Джърси (Великобритания) - 10 май - Микронезия - 14 май - Израел - 15 май - Парагвай - 17 май - Норвегия - 20 май - (2 държави) Източен Тимор, Камерун - 22 май - Йемен - 24 май - (2 държави) Бермуда, Еритрея - 25 май - (2 държави) Аржентина, Йордания - 26 май - Грузия - 28 май - (3 държави) Азербайджан, Армения, Етиопия - 30 май - (2 държави) Ангуила, Хърватия | - 1 юни - Самоа - 2 юни - Италия - 4 юни - Тонга - 5 юни - Дания - 6 юни - Швеция - 10 юни - Португалия - 12 юни - (2 държави) Русия, Филипини - 17 юни - Исландия - 18 юни - Сейшелски острови - 24 юни - Квебек (Канада) - 25 юни - (2 държави) Мозамбик, Словения - 26 юни - (2 държави) Мадагаскар, Сомалия - 27 юни - Джибути - 30 юни - Демократична република Конго |
| - Първият понеделник на юли - Кайманови острови - 1 юли - (4 държави) Бурунди, Канада, Руанда, Сомалия - 3 юли - Беларус - 4 юли - САЩ - 5 юли - (2 държави) Венецуела, Остров Ман (Великобритания) - 6 юли - (2 държави) Коморски острови, Малави - 7 юли - Соломонови острови - 9 юли - Палау - 10 юли - Бахамски острови - Втората събота на юли - Великобритания - 11 юли - (2 държави) Монголия, Фландрия (Белгия, Нидерландия и Франция) - 12 юли - (2 държави) Кирибати, Сао Томе и Принсипи - 13 юли - Черна гора - 14 юли - Франция - 17 юли - Ирак - 20 юли - Колумбия - 21 юли - (2 държави) Белгия, Гуам - 23 юли - (2 държави) Египет, Люксембург - 25 юли - Пуерто Рико (САЩ) - 26 юли - (2 държави) Либерия, Малдиви - 28 юли - Перу - 30 юли - Вануату | - Първият понеделник на август - Ямайка - 1 август - (2 държави) Бенин, Швейцария - 4 август - (2 държави) Буркина Фасо, Острови Кук (Великобритания) - 6 август - Боливия - 7 август - (2 държави) Колумбия, Кот д'Ивоар - 9 август - Сингапур - 10 август - Еквадор - 11 август - Чад - 14 август - Пакистан - 15 август - (4 държави) Индия, Лихтенщайн, Република Конго, Южна Корея - 17 август - (2 държави) Габон, Индонезия - 19 август - Афганистан - 20 август - Унгария - 24 август - Украйна - 25 август - Уругвай - 27 август - Молдова - 29 август - Словакия - 30 август - Татарстан (Русия) - 31 август - (3 държави) Киргистан, Малайзия, Тринидад и Тобаго | - 1 септември - (3 държави) Либия, Словакия, Узбекистан - 2 септември - (2 държави) Виетнам, Приднестровие (Русия) - 3 септември - (2 държави) Катар, Сан Марино - 6 септември - Свазиленд - 7 септември - Бразилия - 8 септември - (2 държави) Андора, Северна Македония - 9 септември - (2 държави) Таджикистан, Северна Корея - 10 септември - (2 държави) Белиз, Гибралтар (Великобритания) - 12 септември - Кабо Верде - 15 септември - (5 държави) Гватемала, Коста Рика, Никарагуа, Салвадор, Хондурас - 16 септември - (2 държави) Мексико, Папуа Нова Гвинея - 18 септември - Чили - 19 септември - Сейнт Китс и Невис - 21 септември - (2 държави) Белиз, Малта - 22 септември - Мали - 23 септември - Саудитска Арабия - 24 септември - Гвинея-Бисау - 30 септември - Ботсвана |
| - 1 октомври - (4 държави) Кипър, Китай, Нигерия, Тувалу - 2 октомври - (2 държави) Гвинея, Индия - 3 октомври - Германия - 4 октомври - Лесото - 9 октомври - Уганда - 10 октомври - (2 държави) Тайван, Фиджи - 12 октомври - (2 държави) Екваториална Гвинея, Испания - 23 октомври - Унгария - 24 октомври - Замбия - 25 октомври - Казахстан - 26 октомври - Австрия - 27 октомври - (2 държави) Сейнт Винсент и Гренадини, Туркменистан - 28 октомври - Чехия - 29 октомври - Турция | - 1 ноември - (2 държави) Алжир, Антигуа и Барбуда - 3 ноември - (2 държави) Доминика, Панама - 9 ноември - Камбоджа - 11 ноември - (2 държави) Ангола, Полша - 14 ноември - Мианмар - 15 ноември - (2 държави) Северен Кипър, Палестина - 18 ноември - (2 държави) Латвия, Оман - 19 ноември - Монако - 22 ноември - Ливан - 25 ноември - (2 държави) Босна и Херцеговина, Суринам - 28 ноември - (2 държави) Албания, Мавритания - 30 ноември - (2 държави) Барбадос, Шотландия (Великобритания) | - 1 декември - (2 държави) Румъния, Централна африканска република - 2 декември - (2 държави) Лаос, Обединени арабски емирства - 5 декември - Тайланд - 6 декември - Финландия - 8 декември - Северни Мариански острови (САЩ) - 12 декември - Кения - 16 декември - Бахрейн - 17 декември - Бутан - 18 декември - Нигер - 28 декември - Непал - Национален празник - Списък на националните празници по държави |